# Finales NBA 2024
Navigation
Finales 2023 Finales 2025
Les Finales NBA 2024 sont la dernière série de matchs de la saison 2023-2024 de la National Basketball Association (NBA) et la conclusion des séries éliminatoires (playoffs) de la saison.
La série se voit affronter le champion de la conférence Ouest, les Mavericks de Dallas, qui font leur troisième apparition en Finales NBA de leur histoire, après le titre des Finales NBA 2011, et le vainqueur de la conférence Est, le Celtics de Boston, de retour en Finales NBA depuis les Finales NBA 2022.

## Contexte

### Celtics de Boston

Celtics de Boston

Les Celtics de Boston commencent la saison avec une étiquette de favori, au regard de leur recrutement estival avec les arrivées de Kristaps Porziņģis et Jrue Holiday pour compléter le cinq majeur,,. La franchise des Celtics réalisent la troisième meilleure saison régulière, en termes de bilan, avec 64 victoires pour 18 défaites et l'obtention du meilleur bilan de la ligue. Boston rencontre le Heat de Miami au premier tour, dans une revanche des dernières finales de conférence des playoffs 2023 qui tourne à l'avantage des Celtics cette fois-ci avec une victoire 4-1 dans la série. La demi-finale de conférence les oppose aux Cavaliers de Cleveland, qu'ils élimineront en cinq matchs également. Lors de la finale de conférence Est, les Celtics éliminent les Pacers de l'Indiana en quatre matchs pour atteindre les Finales NBA pour la 23e fois de l'histoire de la franchise et la 2e fois en trois ans. Jaylen Brown remporte le titre de MVP des finales de la conférence Est.

### Mavericks de Dallas

Mavericks de Dallas

La saison précédente, les Mavericks de Dallas n'ont pas participé aux playoffs 2023,, leur permettant d'acquérir un choix de draft qu'ils utilisent pour sélectionner Dereck Lively II. L'intersaison semblait incertaine quant à la prolongation de contrat de Kyrie Irving, qu'il finira par signer. Les Mavericks réalisent de gros changements dans leur effectif lors de la date limite des transferts, avec les arrivées de Daniel Gafford et P. J. Washington pour renforcer le secteur intérieur,. Ces modifications paient puisque Dallas réalise une fin de saison, avec une des meilleures dynamiques de la ligue et accrochent la 5e place de la conférence Ouest. Les Mavericks éliminent les Clippers de Los Angeles au terme de 6 matchs au premier tour. Pour le second tour les Mavericks font face au leader de la conférence, le Thunder d'Oklahoma City, et Dallas va rejoindre les finales de conférence deux ans après leur dernière apparition, en battant le Thunder en six matchs. Lors de la finale de conférence, contre les Timberwolves du Minnesota, Dallas remporte les deux matchs à l'extérieur pour débuter la série et finit par remporter la finale en cinq matchs à l'extérieur. La franchise réalise une belle performance puisqu'ils se hissent jusqu'en Finales NBA sans avoir eu l'avantage du terrain au cours de son parcours dans leur conférence. C'est leur première apparition depuis les Finales NBA 2011, remportée à l'époque, où figurait l'entraîneur des Mavericks, Jason Kidd. Luka Dončić est élu MVP des finales de la conférence Ouest.

## Lieux des Finales
Les deux salles pour le tournoi ces finales sont : l'American Airlines Center de Dallas et le TD Garden de Boston.
| Mavericks de Dallas      | \| Dallas Boston \| | Celtics de Boston |
| American Airlines Center | \| Dallas Boston \| | TD Garden         |
| Capacité: 19 200         | \| Dallas Boston \| | Capacité: 19 156  |
| American Airlines Center | \| Dallas Boston \| | TD Garden         |
| Dallas Boston            |                     |                   |

## Résumé de la saison

### Parcours comparés vers les finales NBA
| Conférence Ouest | Conférence Ouest                    | Conférence Ouest | Conférence Ouest | Conférence Ouest | Conférence Ouest | Conférence Ouest | Conférence Ouest |
| No               | Franchise                           | Vic.             | Def.             | MJ               | V/D              | GB               |                  |
| ---------------- | ----------------------------------- | ---------------- | ---------------- | ---------------- | ---------------- | ---------------- | ---------------- |
| 1                | c - Thunder d'Oklahoma City         | 57               | 25               | 82               | .695             | -                |                  |
| 2                | x - Nuggets de Denver               | 57               | 25               | 82               | .695             | -                |                  |
| 3                | x - Timberwolves du Minnesota       | 56               | 26               | 82               | .683             | 1                |                  |
| 4                | y - Clippers de Los Angeles         | 51               | 31               | 82               | .622             | 6                |                  |
| 5                | y - Mavericks de Dallas             | 50               | 32               | 82               | .610             | 7                |                  |
| 6                | x - Suns de Phoenix                 | 49               | 33               | 82               | .598             | 8                |                  |
|                  |                                     |                  |                  |                  |                  |                  |                  |
| 7                | x - Pelicans de La Nouvelle-Orléans | 49               | 33               | 82               | .598             | 8                |                  |
| 8                | x - Lakers de Los Angeles           | 47               | 35               | 82               | .573             | 10               |                  |
| 9                | pi - Kings de Sacramento            | 46               | 36               | 82               | .561             | 11               |                  |
| 10               | pi - Warriors de Golden State       | 46               | 36               | 82               | .561             | 11               |                  |
|                  |                                     |                  |                  |                  |                  |                  |                  |
| 11               | o - Rockets de Houston              | 41               | 41               | 82               | .500             | 16               |                  |
| 12               | o - Jazz de l'Utah                  | 31               | 51               | 82               | .378             | 26               |                  |
| 13               | o - Grizzlies de Memphis            | 27               | 55               | 82               | .329             | 30               |                  |
| 14               | o - Spurs de San Antonio            | 22               | 60               | 82               | .268             | 35               |                  |
| 15               | o - Trail Blazers de Portland       | 21               | 61               | 82               | .256             | 36               |                  |

| Conférence Est | Conférence Est             | Conférence Est | Conférence Est | Conférence Est | Conférence Est | Conférence Est | Conférence Est |
| No             | Franchise                  | Vic.           | Déf.           | MJ             | V/D            | GB             |                |
| -------------- | -------------------------- | -------------- | -------------- | -------------- | -------------- | -------------- | -------------- |
| 1              | z - Celtics de Boston      | 64             | 18             | 82             | .780           | –              |                |
| 2              | x - Knicks de New York     | 50             | 32             | 82             | .610           | 14             |                |
| 3              | y - Bucks de Milwaukee     | 49             | 33             | 82             | .598           | 15             |                |
| 4              | x - Cavaliers de Cleveland | 48             | 34             | 82             | .585           | 16             |                |
| 5              | y - Magic d'Orlando        | 47             | 35             | 82             | .573           | 17             |                |
| 6              | x - Pacers de l'Indiana    | 47             | 35             | 82             | .573           | 17             |                |
|                |                            |                |                |                |                |                |                |
| 7              | x - 76ers de Philadelphie  | 47             | 35             | 82             | .573           | 17             |                |
| 8              | x - Heat de Miami          | 46             | 36             | 82             | .561           | 18             |                |
| 9              | pi - Bulls de Chicago      | 39             | 43             | 82             | .476           | 25             |                |
| 10             | pi - Hawks d'Atlanta       | 36             | 46             | 82             | .439           | 28             |                |
|                |                            |                |                |                |                |                |                |
| 11             | o - Nets de Brooklyn       | 32             | 50             | 82             | .390           | 32             |                |
| 12             | o - Raptors de Toronto     | 25             | 57             | 82             | .305           | 39             |                |
| 13             | o - Hornets de Charlotte   | 21             | 61             | 82             | .256           | 43             |                |
| 14             | o - Wizards de Washington  | 15             | 67             | 82             | .183           | 49             |                |
| 15             | o - Pistons de Détroit     | 14             | 68             | 82             | .171           | 50             |                |

## Matchs des Finales

### Match 1
| 6 juin 2024 20h30 EDT | Recap | Mavericks de Dallas 89, Celtics de Boston 107      | Mavericks de Dallas 89, Celtics de Boston 107 | Mavericks de Dallas 89, Celtics de Boston 107              |  | TD Garden, Boston, Massachusetts Affluence : 19 156 Arbitres : Zach Zarba, Josh Tiven, Courtney Kirkland | ABC |
| 6 juin 2024 20h30 EDT | Recap | Score par quart-temps : 20-37, 22-26, 24-23, 23-21 |                                               |                                                            |  | TD Garden, Boston, Massachusetts Affluence : 19 156 Arbitres : Zach Zarba, Josh Tiven, Courtney Kirkland | ABC |
| 6 juin 2024 20h30 EDT | Recap | Score par mi-temps : 42-63, 47-44                  |                                               |                                                            |  | TD Garden, Boston, Massachusetts Affluence : 19 156 Arbitres : Zach Zarba, Josh Tiven, Courtney Kirkland | ABC |
| 6 juin 2024 20h30 EDT | Recap | Luka Dončić, 30 Luka Dončić, 10 Kyrie Irving, 2    | Points Rebonds Passes d.                      | Jaylen Brown, 22 Jayson Tatum, 11 Holiday, Tatum, White, 5 |  | TD Garden, Boston, Massachusetts Affluence : 19 156 Arbitres : Zach Zarba, Josh Tiven, Courtney Kirkland | ABC |
| 6 juin 2024 20h30 EDT | Recap | Boston mène 1-0 dans la série.                     |                                               |                                                            |  | TD Garden, Boston, Massachusetts Affluence : 19 156 Arbitres : Zach Zarba, Josh Tiven, Courtney Kirkland | ABC |

### Match 2
| 9 juin 2024 20h30 EDT | Rapport | Mavericks de Dallas 98, Celtics de Boston 105      | Mavericks de Dallas 98, Celtics de Boston 105 | Mavericks de Dallas 98, Celtics de Boston 105      |  | TD Garden, Boston, Massachusetts Affluence : 19 156 Arbitres : Tony Brothers, John Goble, Bill Kennedy | ABC |
| 9 juin 2024 20h30 EDT | Rapport | Score par quart-temps : 28-25, 23-29, 23-29, 24-22 |                                               |                                                    |  | TD Garden, Boston, Massachusetts Affluence : 19 156 Arbitres : Tony Brothers, John Goble, Bill Kennedy | ABC |
| 9 juin 2024 20h30 EDT | Rapport | Score par mi-temps : 51-54, 47-51                  |                                               |                                                    |  | TD Garden, Boston, Massachusetts Affluence : 19 156 Arbitres : Tony Brothers, John Goble, Bill Kennedy | ABC |
| 9 juin 2024 20h30 EDT | Rapport | Luka Dončić, 32 Luka Dončić, 11                    | Points Rebonds Passes d.                      | Jrue Holiday, 26 Jrue Holiday, 11 Jayson Tatum, 12 |  | TD Garden, Boston, Massachusetts Affluence : 19 156 Arbitres : Tony Brothers, John Goble, Bill Kennedy | ABC |
| 9 juin 2024 20h30 EDT | Rapport | Boston mène 2-0 dans la série.                     |                                               |                                                    |  | TD Garden, Boston, Massachusetts Affluence : 19 156 Arbitres : Tony Brothers, John Goble, Bill Kennedy | ABC |

### Match 3
| 12 juin 2024 20h30 EDT | Rapport | Celtics de Boston 106, Mavericks de Dallas 99      | Celtics de Boston 106, Mavericks de Dallas 99 | Celtics de Boston 106, Mavericks de Dallas 99     |  | American Airlines Center, Dallas, Texas Affluence : 20 311 Arbitres : James Capers, Marc Davis, Kevin Scott | ABC |
| 12 juin 2024 20h30 EDT | Rapport | Score par quart-temps : 30-31, 20-20, 35-19, 21-29 |                                               |                                                   |  | American Airlines Center, Dallas, Texas Affluence : 20 311 Arbitres : James Capers, Marc Davis, Kevin Scott | ABC |
| 12 juin 2024 20h30 EDT | Rapport | Score par mi-temps : 50-51, 56-48                  |                                               |                                                   |  | American Airlines Center, Dallas, Texas Affluence : 20 311 Arbitres : James Capers, Marc Davis, Kevin Scott | ABC |
| 12 juin 2024 20h30 EDT | Rapport | Jayson Tatum, 31 Jaylen Brown, 8 Jaylen Brown, 8   | Points Rebonds Passes d.                      | Kyrie Irving, 35 Dereck Lively, 13 Luka Dončić, 6 |  | American Airlines Center, Dallas, Texas Affluence : 20 311 Arbitres : James Capers, Marc Davis, Kevin Scott | ABC |
| 12 juin 2024 20h30 EDT | Rapport | Boston mène 3-0 dans la série.                     |                                               |                                                   |  | American Airlines Center, Dallas, Texas Affluence : 20 311 Arbitres : James Capers, Marc Davis, Kevin Scott | ABC |

### Match 4
| 14 juin 2024 20h30 EDT | Rapport | Celtics de Boston 84, Mavericks de Dallas 122      | Celtics de Boston 84, Mavericks de Dallas 122 | Celtics de Boston 84, Mavericks de Dallas 122     |  | American Airlines Center, Dallas, Texas Affluence : 20 277 Arbitres : Scott Foster, David Guthrie, Ben Taylor | ABC |
| 14 juin 2024 20h30 EDT | Rapport | Score par quart-temps : 21-34, 14-27, 25-31, 24-30 |                                               |                                                   |  | American Airlines Center, Dallas, Texas Affluence : 20 277 Arbitres : Scott Foster, David Guthrie, Ben Taylor | ABC |
| 14 juin 2024 20h30 EDT | Rapport | Score par mi-temps : 35-61, 49-61                  |                                               |                                                   |  | American Airlines Center, Dallas, Texas Affluence : 20 277 Arbitres : Scott Foster, David Guthrie, Ben Taylor | ABC |
| 14 juin 2024 20h30 EDT | Rapport | Jayson Tatum, 15 Jayson Tatum, 5 Al Horford, 4     | Points Rebonds Passes d.                      | Luka Dončić, 29 Dereck Lively, 12 Kyrie Irving, 6 |  | American Airlines Center, Dallas, Texas Affluence : 20 277 Arbitres : Scott Foster, David Guthrie, Ben Taylor | ABC |
| 14 juin 2024 20h30 EDT | Rapport | Boston mène 3-1 dans la série.                     |                                               |                                                   |  | American Airlines Center, Dallas, Texas Affluence : 20 277 Arbitres : Scott Foster, David Guthrie, Ben Taylor | ABC |

### Match 5
| 17 juin 2024 20h30 EDT | Rapport | Mavericks de Dallas 88, Celtics de Boston 106      | Mavericks de Dallas 88, Celtics de Boston 106 | Mavericks de Dallas 88, Celtics de Boston 106     |  | TD Garden, Boston, Massachusetts Affluence : 19 156 Arbitres : Zach Zarba, John Goble, Bill Kennedy | ABC |
| 17 juin 2024 20h30 EDT | Rapport | Score par quart-temps : 18-28, 28-39, 18-15, 21-20 |                                               |                                                   |  | TD Garden, Boston, Massachusetts Affluence : 19 156 Arbitres : Zach Zarba, John Goble, Bill Kennedy | ABC |
| 17 juin 2024 20h30 EDT | Rapport | Score par mi-temps : 46-67, 39-35                  |                                               |                                                   |  | TD Garden, Boston, Massachusetts Affluence : 19 156 Arbitres : Zach Zarba, John Goble, Bill Kennedy | ABC |
| 17 juin 2024 20h30 EDT | Rapport | Luka Dončić, 28 Luka Dončić, 12 Kyrie Irving, 9    | Points Rebonds Passes d.                      | Jayson Tatum, 31 Jrue Holiday, 11 Jason Tatum, 11 |  | TD Garden, Boston, Massachusetts Affluence : 19 156 Arbitres : Zach Zarba, John Goble, Bill Kennedy | ABC |
| 17 juin 2024 20h30 EDT | Rapport | Boston remporte la série 4-1.                      |                                               |                                                   |  | TD Garden, Boston, Massachusetts Affluence : 19 156 Arbitres : Zach Zarba, John Goble, Bill Kennedy | ABC |